# STS-51-J
STS-51-J, voluit Space Transportation System-51-J, was een Spaceshuttlemissie van de NASA waarbij de Space Shuttle Atlantis gebruikt werd. De Atlantis werd gelanceerd op 3 oktober 1985. Dit was de eenentwintigste Space Shuttlemissie en de eerste vlucht voor de Atlantis. Deze vlucht was de tweede missie die geheel gewijd was aan de United States Department of Defense.

## Bemanning
- Karol J. Bobko (3), bevelhebber
- Ronald J. Grabe (1), Piloot
- David C. Hilmers (1), Missie Specialist
- Robert L. Stewart (2), Missie Specialist
- William A. Pailes (1), Payload Specialist

tussen haakjes staat de aantal vluchten die de astronaut gevlogen zou hebben na STS-51-J

## Missieparameters
- Massa
  - booster: IUS upper stage ~ 18,000 kg
  - vracht: Twee DSCS-III satellites 2,615 kg ea - Total 5,230 kg
- Perigeum: 476 km
- Apogeum: 486 km
- Glooiingshoek: 28.5°
- Omlooptijd: 94.2 min